# 横山長次郎
横山 長次郎（よこやま ちょうじろう）は日本近代製鉄の先駆者である横山久太郎の長男。参松工業を設立し、日本で初めて酸糖化法によるブドウ糖生産の事業化に成功した。

## 生涯
長次郎が生まれたのは父・横山久太郎が田中商店の横須賀支店支配人を務めていた1880年（明治13年）。国内での鉄の生産に強い情熱を持っていた父は、日本近代製鉄の礎を築いた釜石鉱山田中製鉄所の設立に大きく貢献し、1887年（明治20年）初代所長に任命されると以後長く釜石でその責を果たした。
長次郎は釜石で少年期を過ごしたのち東京の慶應義塾大学部理財科に進み、従兄弟の田中長一郎と共に庭球部の創立メンバーとなる。また元塾長・小泉信吉の夫人・千賀に見込まれ、後にその二女・勝を妻とした。
卒業すると日本勧業銀行に勤めて2年ほど実務経験を積んだのちハーバード大学へ留学、冶金学等を学んだ。帰国後は釜石鉱山田中製鐵所に入り父を補佐。日露戦争後に日本重工業界が不振を極めた時期にはその現状を打破すべく海外に販路が求められ、1906年（明治39年）6月、事務長職にあった25歳の長次郎がアメリカ西海岸へ渡った。釜石の銑鉄をシアトル近郊の工場で試供したところ好評価を得て、翌年コークス銑200tを輸出している。
1909年（明治42年）には長次郎が先導して釜石に謡曲会を組織。時には仙台や東京からも師範を招聘し稽古を重ねた。また同年、長次郎は鉱山内に試験所を設け亜鉛精錬の研究にも力を注いでいる。
その後、東京帝大の教授をしていた義兄の松本烝治を介して帝国大学農科大学の鈴木梅太郎と出会った長次郎は、鈴木の酸糖化法の話に惹かれる。かねてより「自分ノ仕事トシテ何カ先人未踏ノモノヲ目論見タシ」と考えていた事もあり、鉱山から離れてこちらを生涯の仕事とすることに決めた。
自身が36歳の1916年（大正5年）には深川区に工場を建て、資本金5万1500円で「参松合資会社」を設立。外国の文献などを頼りに数度もの失敗を経た後、翌1917年に酸糖化法によるブドウ糖生産の事業化に国内で初めて成功した。1918年（大正7年）にはこの年設立された北海道鑛業鐵道株式会社の取締役となり1925年（大正14年）まで在任。1919年（大正8年）には体調を崩した久太郎に代わって三陸汽船の社長に就任。1931年（昭和6年）に釜石製鉄所の第二代所長を務めた中大路氏道と代わるまでその職を務めた。また1919年（大正8年）頃からは鈴木梅太郎所属の理化学研究所が開発した理研酒用のブドウ糖製造を手掛け、それは参松の主力商品となっている。
1921年（大正10年）、41歳で家督を相続。その翌年、東京で3年余りの療養生活を送っていた父・久太郎は最後まで釜石の製鉄所を気にかけつつ南品川浅間台の別邸で亡くなった。1923年（大正12年）9月に発生した関東大震災では深川区にあった参松の工場が全焼したものの従業員は全員無事であり、以前より原材料の調達で縁のあった千葉県に新工場を造り翌年5月から操業を開始した。1924年（大正13年）3月、伯父・田中長兵衛が負債のため釜石の製鉄・鉱山事業を三井財閥に譲り、会社を解散した際にはこれを一手に引き受けて救済したとされる。
参松合資会社は1932年（昭和7年）時点で資本金50万円。小泉信三や松本烝治、田中長一郎などの親戚が出資社員に名を連ねた。同年10月には参松製飴株式会社を、同年11月には販売会社の株式会社三松商店を設立。1939年（昭和14年）8月には参松製飴株式会社の社名を参松工業株式会社に改めた。第二次大戦末期、1945年7月の千葉空襲で工場は再び大きな打撃を受ける。その翌年末、やっと被害から立ち直り、生産再開となって間もない1946年（昭和21年）12月29日に長次郎は脳卒中で倒れ、66年の生涯に幕を閉じた。
長次郎は妻・勝（1890年生）との間に子が無かったため、叔父に当たる吉田長三郎（1877年生）の五男・康吉（1913年生）を1930年に養子としている。1931年（昭和6年）に勝が胸の病で早世した後には勝の実家である小泉家の親戚筋、美澤花（1891年生）と再婚。ボストン・カレッジを卒業して鈴木商店（味の素）のロサンゼルス駐在員として働いたのち参松工業に入社した康吉は、長次郎急逝後に横山家と会社を継いだ。

## 逸話
岩手県遠野松崎村に横山家所有の農地があった。子孫のためにと父・久太郎が購入した美田であったが、長次郎は全て小作人に分譲・解放した。これは1922年（大正11年）7月に有島武郎が北海道狩太村（後のニセコ町）で同様のことを行う以前の話であり、久太郎は「長次郎には困ったものだ」と嘆息したという。

## 家族・親族
- 母方の祖父は田中商店の主人として父・久太郎の雇用主でもあった初代・田中長兵衛。釜石鉱山田中製鉄所の創設者であり、明治の日本で最初に高炉製鉄を事業として成功させた。

- 妻・勝（1890年生）の父である小泉信吉と兄の小泉信三は共に慶應義塾の塾長を務めた。勝の姉・千（1886年生）は第2次山本内閣の法制局長官を務め、戦後は憲法草案を作成したことで知られる松本烝治[注 7]に、勝の妹・ノブ（1894年生）は第一銀行第二代頭取・佐々木勇之助の次男で第一銀行副支配人、佐々木脩次郞[35]に嫁いだ。

- 養子・康吉は1964年の東京オリンピックで組織委員会会長を務める安川第五郎の長女・敏子を妻とし、久一、武次、敦子の三子を授かった。

- 長次郎の2番目の妻・花の父はY校こと横浜商法学校の初代校長・美澤進[36]。40年以上にわたって同職を務め、卒業生に長く慕われた。美澤の妻・米榮（よねえ）は小泉信吉の姪（姉・織江の娘）。長次郎の養弟・横山虎雄は渋沢家の出で、曾祖父に当たる三代・渋沢宗助の甥が渋沢栄一。作家の澁澤龍彦は虎雄の甥。虎雄は釜石製鉄所の第三代所長も務めた。

- 田中鉱山の監査役を務めた横山金治（1875年生）は染井洸の弟。横山政次郎の長女・のぶと結婚し婿養子となる。政次郎の妻・さと（1857年生）は田中長右衛門の二女[37][注 8]。金治の三男・陽三（1916年生）は1946年度のサッカー日本代表に選出されている[39][40]。